# Gonyleptes barbiellinii
Gonyleptes barbiellinii is een hooiwagen uit de familie Gonyleptidae.